# 웨이천양
웨이천양(중국어: 魏辰洋, 병음: Wèi Chényáng, 한자음: 위진양, 1992년 2월 23일~)은 중화민국의 태권도 선수이다. 2012년 하계 올림픽에서 남자 플라이급에 참가했고 세계 선수권 대회에서 동메달 2개, 아시안 게임에서 금메달 1개, 동메달 1개, 아시아 선수권 대회에서 은메달 1개를 획득했다.